# هاکمانا (کاندی)
هاکمانا (به لاتین: Hakmana) یک منطقهٔ مسکونی در سری‌لانکا است که در استان مرکزی (سری‌لانکا) واقع شده‌است.